# Akpes jezik
Akpes jezik (ISO 639-3: ibe; ibaram-efifa), jedini i istoimeni član šire skupine Akpes, benue-kongoanskih jezika, kojim govori oko 10 000 ljudi (1992 Crozier and Blench) u državi Ondo u Nigeriji. Ima više dijalekata: akunnu (akpes), ase, daja, efifa, esuku (echuku), gedegede, ikorom, ibaram i iyani. Kao lingua franca u upotrebi je yoruba.

## Vanjske poveznice
- Ethnologue (14th)
- Ethnologue (15th)